# Pietracorbara
Pour les articles homonymes, voir Pietracorbara (homonymie).
Pietracorbara est une commune française située dans la circonscription départementale de la Haute-Corse et le territoire de la collectivité de Corse. Elle appartient à l'ancienne pieve de Brando, dans le Cap Corse.

## Géographie

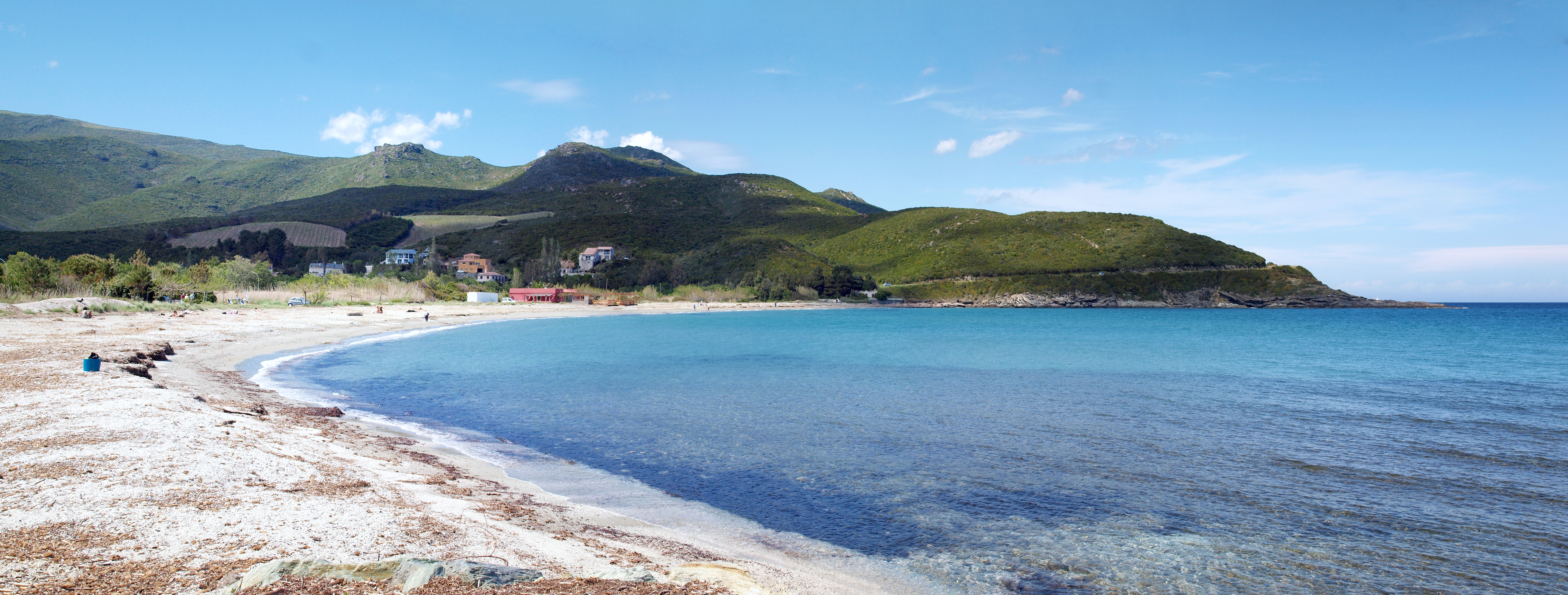
Plage de Pietracorbara et ses collines environnantes.

### Situation
Pietracorbara se situe dans le « deçà des monts » (Cismonte en langue corse) ou « Corse schisteuse » au nord-est de l'île.
La commune est au centre de la façade orientale du Cap Corse, à 16 km au nord de Bastia, dans l'ancienne pieve de Brando. Autrefois, de 1336 à 1625, ses communautés ont fait partie soit du fief de Brando, soit de celui de Canari (1438 à 1510). Avant 2014, Pietracorbara était l'une des huit communes du canton de Sagro-di-Santa-Giulia.
Communes limitrophes

### Géologie et relief

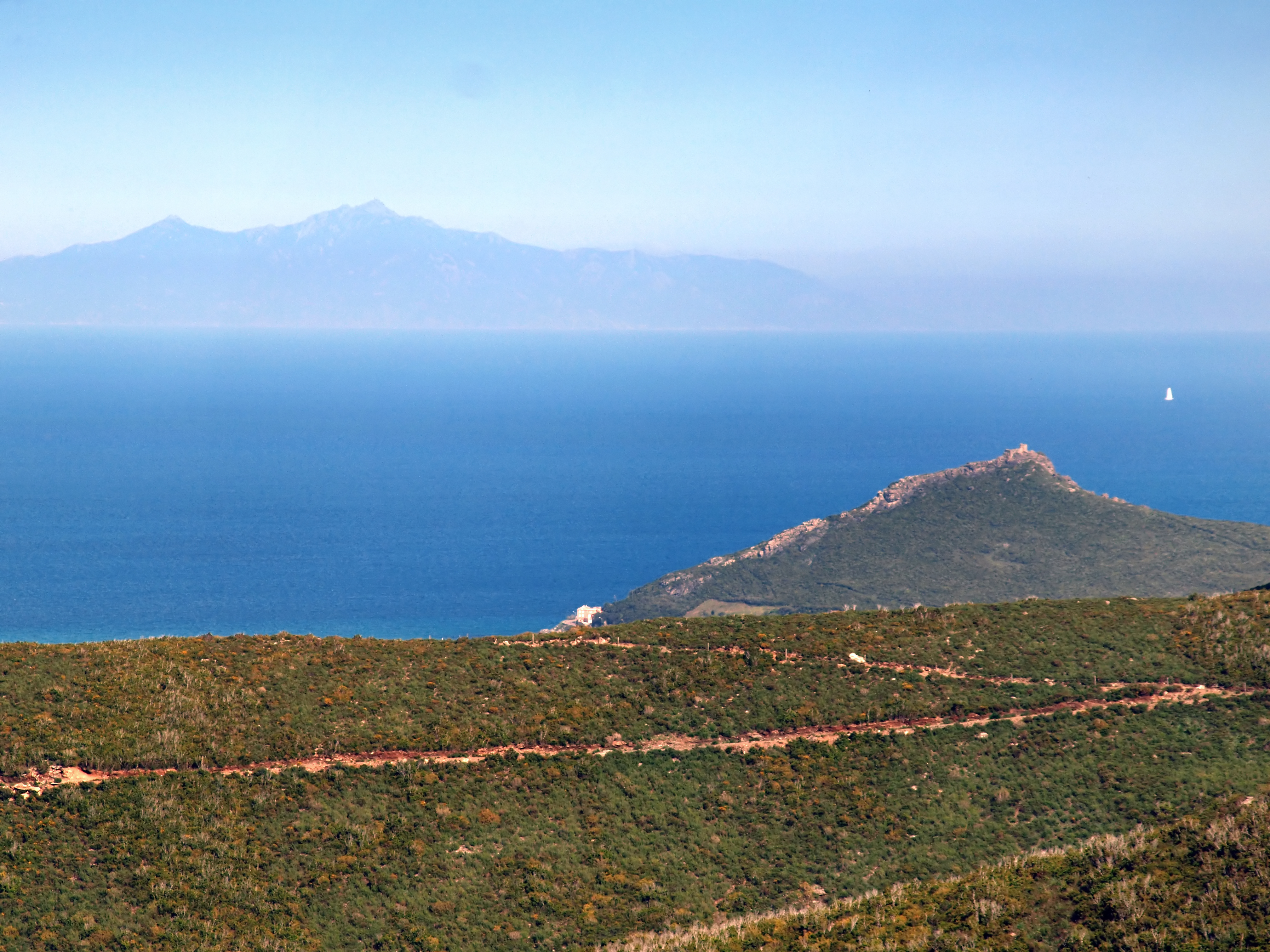
Tour de Castellare depuis Cortina par-dessus les collines dénudés.

La commune de Pietracorbara occupe une vallée centrale à l'est de la chaîne de la Serra dans le Cap Corse qui est le bassin fluvial le plus important de la péninsule, celui du ruisseau de Pietracorbara. Son sol est un bloc de schistes lustrés édifié au tertiaire lors de la surrection du massif des Alpes, sur un socle hercynien de la fin de l'ère primaire.
La commune s’étend sur 2 615 hectares (26 km2). Elle possède une façade maritime avec 5 km de côte, face à l'île d'Elbe distante de 51 kilomètres (distance orthodromique). Son territoire s’élève sur 8 km à vol d'oiseau, de sa plage de sable fin jusqu’à la ligne des crêtes dominée par le Monte Alticcione (1 139 m).
La vallée est comme un [alvéole], aux bords raides, ouverte sur la mer mais fermée vers l'amont car adossée à la Serra, chaîne axiale de la péninsule, dominée par la Cima di e Follicie (1 324 m), s'étalant latéralement depuis la dorsale du Cap à l'ouest, vers la mer Tyrrhénienne à l'est, enserrées entre deux lignes de crêtes, la vallée du ruisseau de Sisco. Sur le plan terrier du XVIIIe siècle, la commune dispose de 700 hectares de terres cultivables.
Limites territoriales
Elles peuvent se définir ainsi :
- au Nord, depuis le Monte Alticcione (1 139 m) à l'est, sommet à cheval sur Barrettali, Luri et Pietracorbara, la démarcation suit une ligne de crête passant par Monte Rosso (843 m), puis décline rapidement vers la Bocca di San Rocco (377 m) où passe la route D 32, une borne avec pylone à 400 m, puis Cima di Rondinaia (285 m) avant d'atteindre la côte, au fond de la petite crique au sud de la tour de L'Osse.
- à l'Est, par une côte déchiquetée s'étirant depuis la crique au sud de la tour de L'Osse jusqu'à un point côtier situé à l'est de Saltu Caninu, une colline haute de 173 m de haut, entrecoupée par la grande plage de sable blanc de Pietracorbara, trop souvent envahie par les herbes mortes de Posidonie rejetées à la côte à chaque coup de mer. Au sud de la plage se situe l'embouchure du ruisseau de Pietracorbara.
- au Sud, du point côtier précité, la démarcation est une ligne quasiment droite rejoignant à l'ouest la Cima di Monte Prato (1 282 m) « à cheval » sur Ogliastro, Canari, Pietracorbara et Sisco, en passant par Saltu Caninu puis Campu di a Torre (695 m).
- à l'Ouest, c'est une ligne de crête partie de la chaîne de la Serra, dorsale axiale du Cap, qui va de la Cima di Monte Prato jusqu'au Monte Alticcione via la Bocca di a Serra (1 007 m), la Croce Viezza (1 165 m) et la Bocca di Viezza (1 039 m).

### Hydrographie

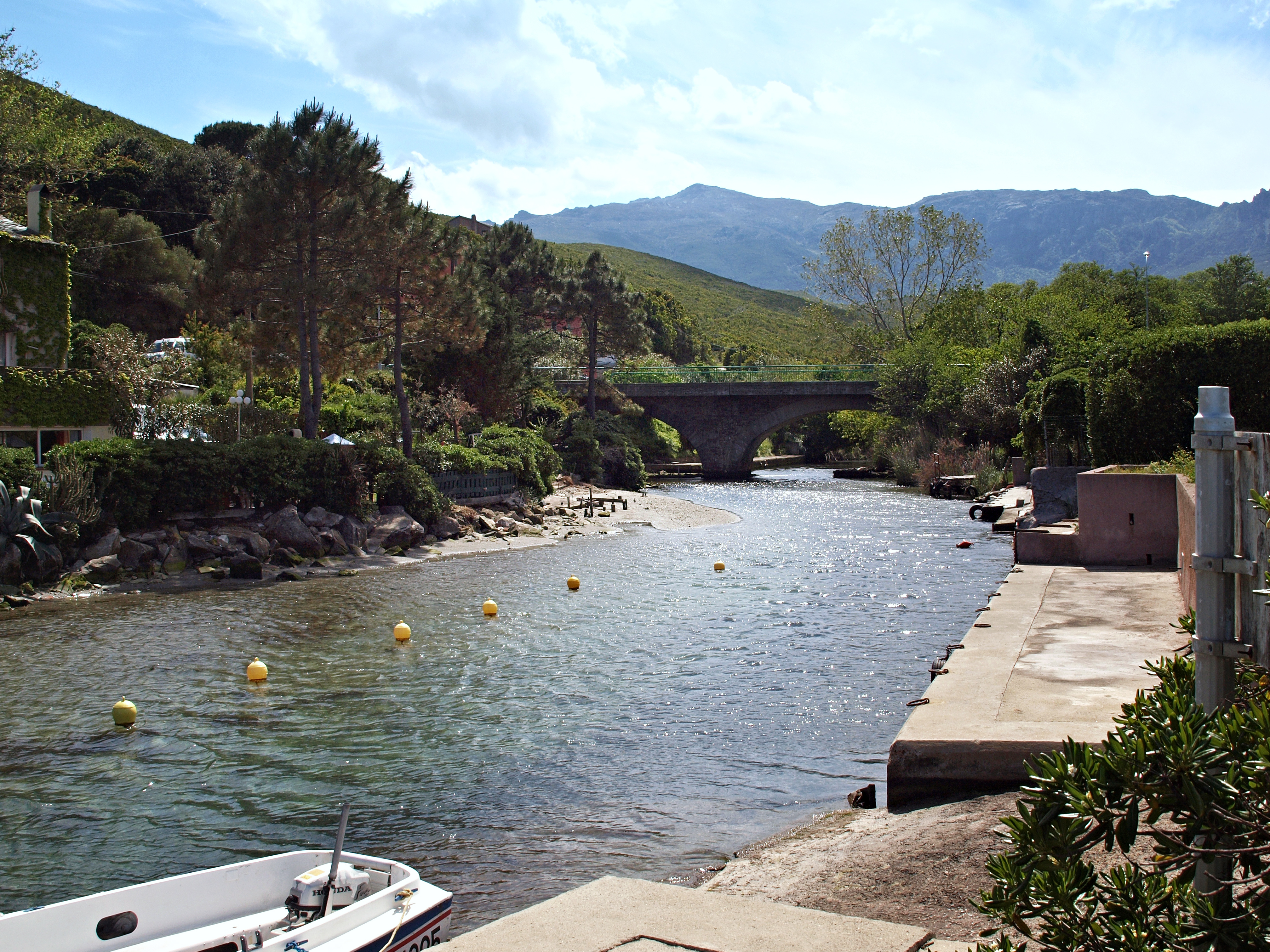
l'Embouchure du ruisseau de Pietracorbara

La vallée de Pietracorbara est le bassin versant du ruisseau de Pietracorbara (fiume di Pietracorbara), long de 9,5 km, qui a sa source à 1 282 m d'altitude sur le flanc oriental de la Cima de Monte Prato. Alimenté des eaux de six affluents, il se jette dans la mer à la Marine de Pietracorbara, au sud de la plage de sable. La vallée est le plus grand bassin fluvial du Cap Corse.
Existent aussi trois petits ruisseaux côtiers : fiume di L'Ossu au nord du littoral, fiume di Cotone qui se perd dans une petite zone humide en arrière de la plage, et fiume di Laura au sud de la tour de l'Aquila.
La commune dispose pour ses besoins en eau potable, de cinq réservoirs installés à la Marine, à Cortina Suprana, à Pietronace, à Canapagio et à la Bocca di San Rocco. Par ailleurs, une station d'épuration existe à Canapagio et une station de pompage à Saint-Antoine.

### Climat et végétation
Comme l'ensemble des communes du Cap Corse, Pietracorbara bénéficie d'un climat méditerranéen maritime aux écarts thermiques modérés. Quoique semblant être « protégé » des vents d'ouest dominants par la chaîne montagneuse de la Serra, la commune subit comme ses voisines un libeccio parfois violent, se renforçant après avoir franchi les crêtes. La formation de gros nuages lenticulaires au large du littoral est un phénomène courant en période hivernale.
Autrefois, la vallée de Pietracorbara était très convoitée par les seigneurs locaux. Sa partie de la plaine était un véritable jardin où étaient cultivés vignes, châtaigniers, oliviers, agrumes, céréales pour l'alimentation humaine et animale, lin pour la fabrication de draps et chemises. Les cultures qui occupaient une grande partie des terres, sont de nos jours pour la plupart abandonnées, laissant place à l'agro-pastoralisme. Les collines environnantes sont dénudées en raison des fréquents incendies qui parcourent le littoral oriental du Cap.
La partie montagneuse qui débute à Quarciola, est verte et très boisée. Le manteau forestier est composé essentiellement de chênes verts, de chênes lièges, de châtaigniers et d'oliviers. On n'y remarque pas les anciennes terrasses de culture si nombreuses sur la commune voisine de Sisco.

### Voies de communication et transports

#### Accès routiers
Pietracorbara n'est accessible que par la route. Son littoral est traversé par la route D 80 qui fait le tour du Cap Corse. La route a été ouverte en 1838 sous forme de piste, modernisée au fil du temps. Jusqu'en 1972, avant son déclassement en route départementale, elle était la section septentrionale de la route nationale 198.
Depuis la D 80, l'accès aux lieux habités de l'intérieur se fait par la D 232 qui démarre, à la Marine. Au nord de Pietronacce, la D 232 rejoint la D 32 qui dessert au nord, sous forme de piste, Piazze (Luri). Il faut savoir que la route D 32 n'a pas été ouverte, même pas à l'état de piste, sur une distance orthodromique de 1 110 m.

#### Transports
Il n'existe pas de moyens de transports publics de voyageurs. Par la RD 80, la Marine de Pietracorbara est distante de 18 km de Bastia, ville dotée d'un port de commerce, d'une gare des CFC et de l'aéroport de Bastia Poretta.

## Urbanisme

### Typologie
Au 1er janvier 2024, Pietracorbara est catégorisée commune rurale à habitat dispersé, selon la nouvelle grille communale de densité à sept niveaux définie par l'Insee en 2022.
Elle est située hors unité urbaine. Par ailleurs la commune fait partie de l'aire d'attraction de Bastia, dont elle est une commune de la couronne,. Cette aire, qui regroupe 93 communes, est catégorisée dans les aires de 50 000 à moins de 200 000 habitants,.
La commune, bordée par la mer Méditerranée, est également une commune littorale au sens de la loi du 3 janvier 1986, dite loi littoral. Des dispositions spécifiques d’urbanisme s’y appliquent dès lors afin de préserver les espaces naturels, les sites, les paysages et l’équilibre écologique du littoral, tel le principe d'inconstructibilité, en dehors des espaces urbanisés, sur la bande littorale des 100 mètres, ou plus si le plan local d’urbanisme le prévoit.

### Occupation des sols
L'occupation des sols de la commune, telle qu'elle ressort de la base de données européenne d’occupation biophysique des sols Corine Land Cover (CLC), est marquée par l'importance des forêts et milieux semi-naturels (90,7 % en 2018), une proportion identique à celle de 1990 (91,4 %). La répartition détaillée en 2018 est la suivante : 
milieux à végétation arbustive et/ou herbacée (55,5 %), espaces ouverts, sans ou avec peu de végétation (19,9 %), forêts (15,3 %), prairies (3,8 %), zones agricoles hétérogènes (3,1 %), zones urbanisées (2 %), eaux maritimes (0,4 %). L'évolution de l’occupation des sols de la commune et de ses infrastructures peut être observée sur les différentes représentations cartographiques du territoire : la carte de Cassini (XVIIIe siècle), la carte d'état-major (1820-1866) et les cartes ou photos aériennes de l'IGN pour la période actuelle (1950 à aujourd'hui).

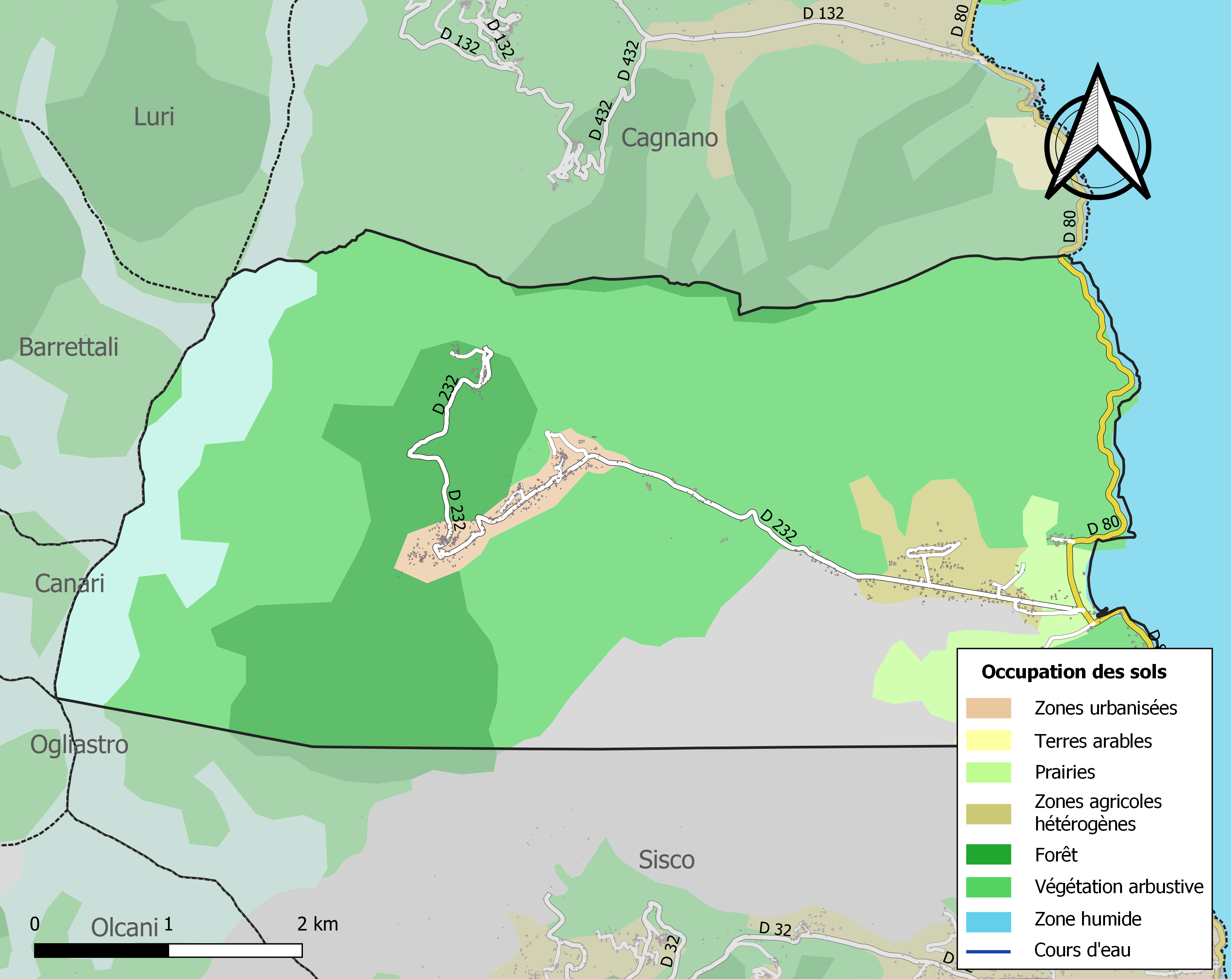
Carte des infrastructures et de l'occupation des sols de la commune en 2018 (CLC).

### Marine de Pietracorbara
La Marina est un village récent, construit il y a un peu plus d'une centaine d'années, à l'embouchure du ruisseau de Pietracorbara (fiume Pietracorbara). Les quelques maisons qui existaient, avaient été ravagées en 1583 par les Barbaresques.
Au XVIIIe siècle, elle était dite Marina di Sant' Antone, du nom de la chapelle qui y était bâtie près de l'embouchure du fiume Pietracorbara. En 1943, les Allemands détruisèrent la chapelle. À son emplacement, proche de la jonction des routes D 80 et D 232, un mémorial a été érigé. La Marine est encore dite d'Ampuglia en souvenir de la cité de ce nom, ruinée qui était située 350 m plus au nord.
La Marine est dominée par la tour d'Ampuglia ou de Castellare, mais plus souvent dénommée Torre di l'Aquila.
Au nord de la plage de Pietracorbara, envahie par les roseaux, se trouvent les salines et les ruines des antiques dépôts (magazzini) du port romain d'Ampuglia, ainsi que le hameau de Giunchi.

### Plaine de Pietracorbara
En léger retrait de la côte, au nouveau hameau de Presa, se trouve la nouvelle chapelle Sant' Antone construite pour remplacer celle à la Marine, détruite par les troupes allemandes en 1943.
Plus à l'intérieur des terres, en bordure de la route D 232, existe une petite chapelle San Leonardo, construite au XIXe siècle. À 400 m de là, sont situées les ruines du petit hameau de Loro.
À l'approche de la montagne, on trouve le hameau récent de Vena.

### Capanajo
Capanaju marque l'entrée des villages et hameaux de la montagne, avec de somptueux caveaux de famille, le cimetière, l'église San Clemente et l'ancienne confrérie Santa Croce.

### Le hameau de Ponticellu
Tout proche de l'église paroissiale, Ponticellu est constitué d'habitations disposées de part et d'autre de la route D 232. Au centre du hameau, se situe sa jonction avec une petite route communale conduisant et se terminant au cœur du village d'Orneto.
À un kilomètre au sud de Ponticellu, en plein maquis, est située la grotte de Corte souvent peu accessible car inondée.

### Orneto

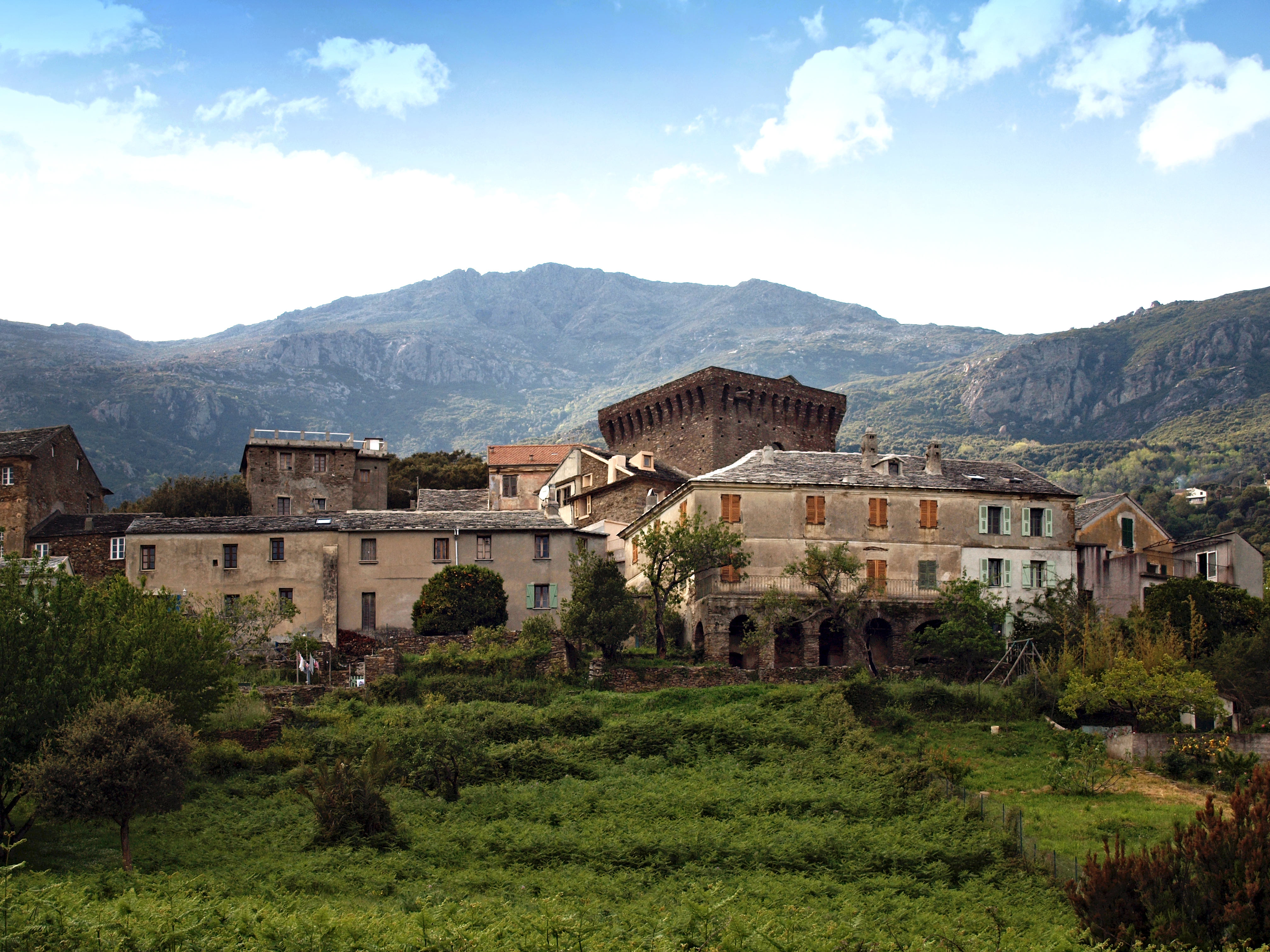
Orneto.

Orneto est le lieu habité le plus remarquable avec sa tour d'habitation carrée en très bel état, abritant une petite chapelle Santa Catarina (Sainte-Catherine-d'Alexandrie) récemment repeinte couleur ocre rouge. On y trouve également la tour de Pizale, une tour carrée située et dominant le village du sommet d'une petite colline.
Orneto a compté jusqu'à neuf pressoirs à huile d'olive. Le village a été ravagé en 1583 par les Turcs.

### Oreta

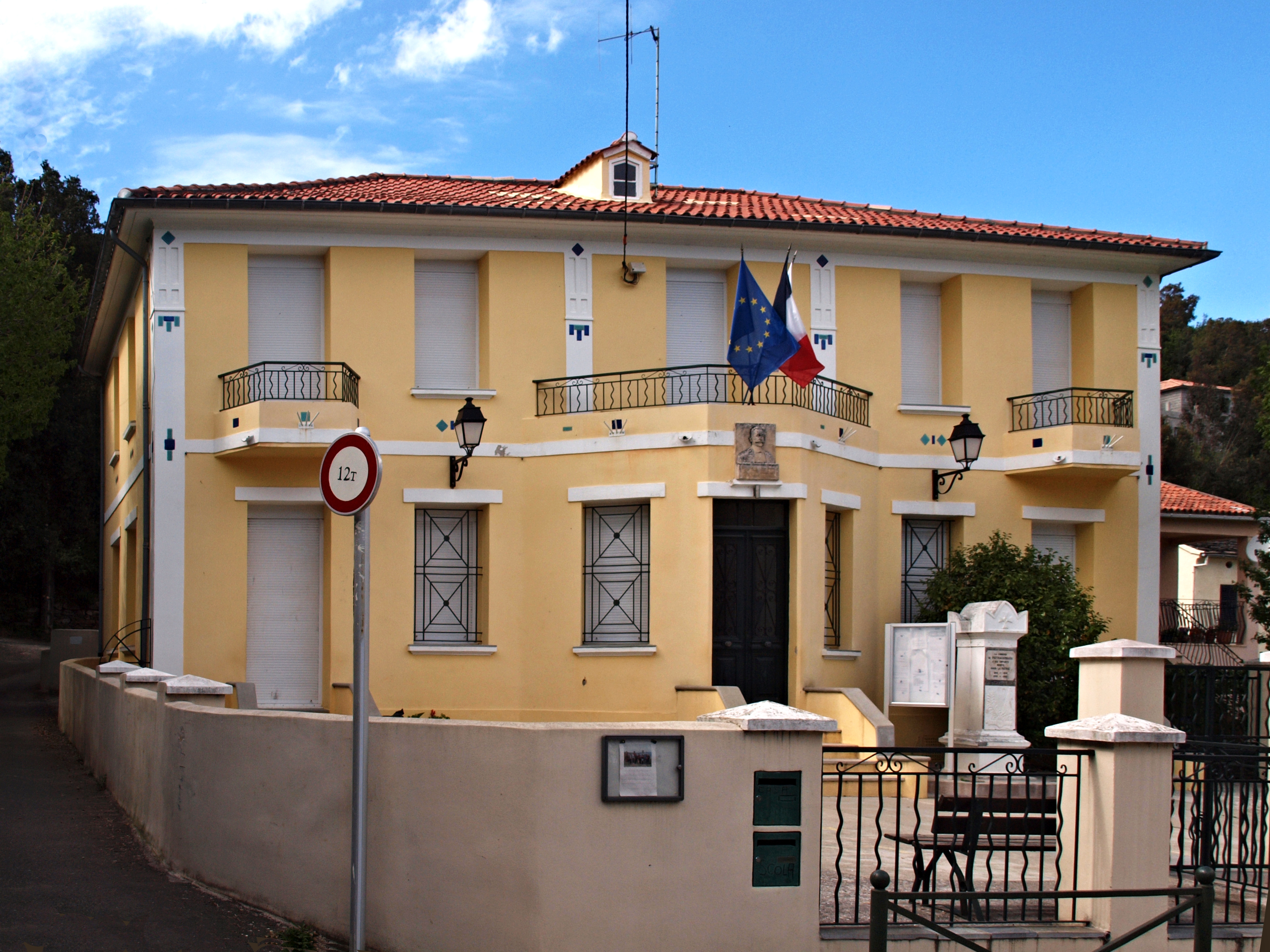
La Mairie du village.

Oreta est un vieux village qui est le centre de la commune. S'y trouve la mairie (Casa communa). Sa façade principale est ornée d'une plaque sculptée avec un buste et les inscriptions : « Giuliani Jean André (1851 - 1942) - Généreux donateur de notre maison communale ».
S'y trouvent la chapelle Sant' Antone et une tour carrée ruinée en haut du village. Oreta aurait été fondé par les Loretesi au Xe siècle ; le village se nommait à l'époque "Loreta".

### Pietronacce
Pietronacci est l'un des plus importants villages de la commune. Au cœur du village, se trouve la chapelle Saint-Roch (San Roccu) en bordure de la route D 232, une route desservant les villages de Cortina et de Lapedina.

### Cortina

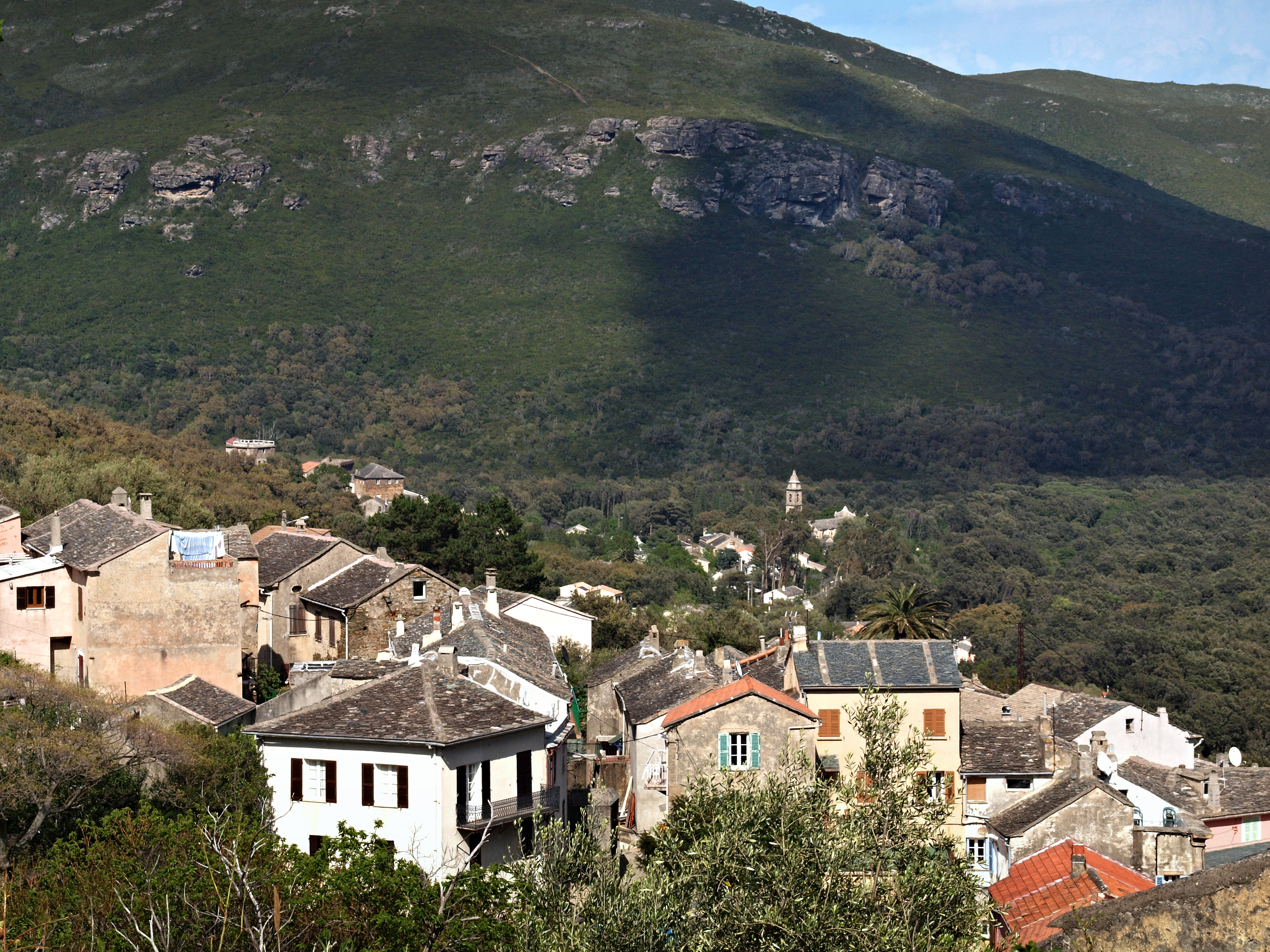
Cortina suttana.

Le village se compose de deux quartiers : Cortina Suprana et Cortina Suttana, séparés par une aire où sont disposés les conteneurs à ordures ménagères et où stationnent les véhicules des résidents car on ne circule pas en automobile dans ses ruelles étroites, pentues et récemment pavées.
Une petite église San Cesareu (Saint-Césaire) se trouve un peu isolée au nord du village, au-dessus de la route D 32.
Cortina doit son nom à ses fabrications fort anciennes de tentures et de grosses étoffes. Au XVIIIe siècle encore, une dizaine de métiers étaient en fonction, lin pour tisser draps et chemises, et laine pour produire couvertures et vêtements chauds, en poils de chèvre envoyé ensuite à Sisco pour la confection de piloni (gros manteau en poil de chèvre).
Au sud de Cortina, un sentier permet de rejoindre Sisco en passant par les lieux-dits Santo Stefano et San Parteu.

### Vecchiolacce
Vecchiolacce est aujourd’hui un hameau abandonné dans le maquis. Il s'agirait de l'un des plus vieux hameaux de Pietracorbara. Le lieu où se situe Vecchiolacce est consultable ici.

### Lapedina
Lapedina est composé de deux quartiers : Lapedina Suprana (le Haut) et Lapedina Suttana (le Bas).

## Toponymie
Corbara, du latin corbem, désigne une corbeille, mais aussi un élément de fortification (aujourd’hui encore subsistent les dérivés architecturaux « encorbellement » et « corbeaux d’une fenêtre »). Étymologiquement, et à titre d'hypothèse, Pietracorbara serait donc caractérisé aux origines par la présence de maisons constituées de pierres en encorbellement ou à corbeaux.

## Histoire
L’histoire de Pietracorbara se fond dans celle du Cap Corse. Celui-ci vit au rythme jadis des incursions, des saccages, des destructions de villages durant dix siècles. Les Grecs, les Romains, les Maures, les Sarrasins, les Génois, les Français et les Turcs débarquent, s’installent puis repartent. Ils sont le flux et le reflux de colonisations temporaires.

### Préhistoire

#### Prénéolithique
C'est à Pietracorbara qu'a été trouvé le plus ancien squelette humain jamais découvert au Cap Corse. En 1985, sur le versant Nord et Sud-Est de la colline du Castellare, Torre d'Aquila, ont été découverts par un chasseur de Cortina des abris sous roche laissant présager qu’il s’agirait de sépultures. Les fouilles menées en 1990 permirent la découverte de la partie supérieure du squelette d’une femme, « la Dame de Pietracorbara ».  La datation au carbone 14 (C14) « 4970 +/- 300 ; 5890 +/- 310  avant J.-C. ».

#### Néolithique
Sur le versant Sud-Est de la colline du Castellare, dans l’abri sous-roche N° 2 a été découvert des éléments lithiques ainsi que des tessons de cette période. La datation au carbone 14 (C14) « 3313 +/- 161 ; 3451 +/- 151  avant .-J.C. ».

### Antiquité
Avant la conquête romaine, les Grecs avaient établi un peu partout sur le littoral, des dépôts de vins grecs. Ils se liaient d'amitié avec les autochtones.
L'importance d'Ampuglia était telle qu'au IIIe siècle de notre ère, elle était une pieve religieuse vénérant Parteu, un saint corse martyrisé en mai 304 en même temps que cinq autres dont Restitude. Les Corses faciliteront la rapide installation du christianisme.
Selon l'historien Xavier Poli, Clunium oppidum apparaissant sur les cartes de Ptolémée serait Pietracorbara. « Suivant Cluver et Canari l'oppidum devait se trouver à Sainte-Catherine de Sisco et suivant Mûller à Pietra Corbara. Nous opinons pour Pietra-Corbara (marine), parce que Pietra, signifiant roche ou château, évoque l'idée d'un oppidum ».

#### L'épisode Sénèque
Selon certaines sources anciennes et d'après l'historien Galetti, qui rédige son histoire de la Corse à la fin du XIXe siècle, le philosophe Sénèque a été exilé à Pietracorbara, et non pas à Luri comme l'affirment des sources récentes. Mérimée, dans ses notes d'un voyage en  Corse (p. 467) reprend cette idée : " La commune de Luri n'est pas la seule qui se glorifie d'avoir reçu Sénèque. Sur le territoire voisin de Pietra Corbara, on montre une autre tour, de tout point semblable à la première, et qu'on nomme également Torre di Seneca, ou même Senaca tout court". Cette hypothèse semble plus crédible : en effet la tour de Luri est un édifice du Moyen Âge, et des fouilles archéologiques (Geneviève Moracchini-Mazel) ont démontré qu'il n'y avait pas d'occupation du lieu durant l'Antiquité.
Si Sénèque a bien été exilé à Pietracorbara, il semblerait logique de penser au lieu-dit Castellare. Il s'agit d'un promontoire rocheux au potentiel archéologique remarquable, qui domine la marine de Pietracorbara (où était située l'ancienne cité portuaire antique d'Ampuglia). Ce site de premier plan couvre des millénaires d'occupation, du mésolithique (fouilles J. Magdeleine) jusqu'au bas Moyen Âge (ruine d'un château atypique et mystérieux dont nul ne connait l'origine exacte). U Castellare a bien été occupé durant l'Antiquité, comme en témoignent les fragments de céramiques que l'on peut observer en surface du sol (tegulae, amphore, dérivées de sigillée datées des Ier – IIe siècles de notre ère...).
Sénéque y a-t-il résidé ? Il faut espérer que ce site soit préservé, à l'abri des dégradations causées par l'intervention humaine, afin qu'une approche archéologique nous permette un jour d'avoir des éléments de réponse.

### Moyen Âge
Au milieu du VIIIe siècle, après le départ des Lombards, surviennent les premières razzias des Sarrasins qui occupent les côtes et massacrent les habitants. C'est à cette époque que sont abandonnées les villes côtières : une partie des fugitifs rejoint la montagne, les autres s'embarquent pour l'Italie. Le littoral devient inhabité.
- Vers 860 - La féodalité apparait avec la reconquête de l'île sur les Maures par Ugo Colonna, patricien romain nommé comte de Corse par le pape (personnage probablement légendaire).
- Fin du IXe siècle - Pour l'aide qu'il a apportée à Oberto[Note 3] dans la reconquête du nord-est de la Corse sur les Maures, Alberto di Loreto est nommé Juge (Giudice) de la région allant de Pietracorbara à Moriani.
- 1052 - Les seigneurs Delle Suere établis à Cagnano, prennent le Sagro (Pietracorbara-Sisco-Brando) aux Loretesi descendants d'Alberto di Loreto.
- 1082 - Les Peverelli alors seigneurs d'Olcani à La Chiappella, soutenus par Gênes, enlèvent le Sagro aux seigneurs Delle Suere.
- 1109 - Aidés par Pise, les Avogari di Gentilli alors seulement seigneurs de Nonza, sont les premiers maîtres du Sagro pris aux Peverelli. Ils gouvernent pendant deux siècles. Ils sont ensuite remplacés par des seigneurs de Pise, puis par les seigneurs de Brando, de Nonza et de Canari.
- 1336 à 1625 - Pietracorbara a été tantôt dépendante du fief de Brando, tantôt unie au fief de Canari. De 1506 à 1536, les deux fiefs de Canari comprenant Sisco et Pietracorbara (sans Erbalunga[Note 4]) sont unis et sont sous la domination de Paris Gentile, héritier de son frère Gerolamo Gentile et seigneur de Brando.

### Temps modernes
Pietracorbara était l'ancienne pieve d'Ampuglia.
- 1583 - La Marine de Pietracorbara est ravagée par les Barbaresques.
- 1625 - Ampuglia dépend directement de la république de Gênes. La nouvelle pieve de Brando était formée avec la fusion des anciennes pievi d'Ampuglia, de Sisco et de Brando[14].
  - Ampuglia se trouve dans la piève civile de Brando qui était toujours officiellement qualifée de fief pour ménager les seigneurs locaux dépossédés.
  - Ampuglia se trouve dans le ressort de la pieve de Sisco, l'une des cinq pieves judiciaires du Cap Corse qui dépendaient du tribunal de Bastia jusqu'en 1764. À sa tête il y avait un "auditeur" dans le rôle d'un juge de première instance. Au-dessus se trouvait le tribunal provincial de la Tour du Cap à Rogliano, tour qui était aussi le centre de la Pruvincia di Capu Corsu (province civile) et la résidence des gouverneurs génois.
  - Ampuglia se trouve dans la pieve religieuse de Brando, l'une des six pièves du Cap Corse, formée des anciennes pièves d'Ampuglia, de Sisco et de Brando.
- 1757 - Pascal Paoli – l’homme de l’indépendance de la Corse – contrôle Pietracorbara.
- 1768 - Passant sous administration militaire française, la pieve de Brando change de nom pour celui de pieve de Sagro.
- 1771 - Un « Plan Terrier » est lancé. Il consiste à réaliser une étude de chaque communauté villageoise pour en connaître les richesses et les potentialités. Les ingénieurs du Plan Terrier dressent la « photo » du village. La communauté compte 658 habitants, 108 hectares de vignes, 22 d’oliviers, 10 de châtaigniers. Au total, 270 hectares sont cultivés sur les 2 600 que compte la commune. Les animaux aussi sont dénombrés : 482 chèvres, 288 brebis, 132 cochons, 26 vaches, 21 chevaux, 81 ânes et… 40 poules !
- 1789 - La Corse fait partie du royaume de France. Elle est la propriété de Louis XV, roi de France.
- 1790 - Avec la Révolution française, est créé le département de Corse
- 1793 - Est créé le département de El Golo (l'actuelle Haute-Corse). La commune portait le nom de Pietracorbara (an II).
- 1793 - Après la Révolution, la pieve de Sagro devient le canton de Sagro (chef-lieu Brando).
- 1801 - On retrouve le même nom de Pietracorbara au Bulletin des lois.
- 1828 - Le canton de Sagro devient le canton de Brando.
- 1838 - Construction de la route nommée aujourd'hui D80[Note 5].

C’est au XIXe siècle que Pietracorbara connaît son maximum démographique et économique. En 1802, on dénombre 730 actifs. En 1891 le village est proche des 1 000 habitants.

### Époque contemporaine
- 1943 - Les troupes allemandes battant retraite, détruisent la chapelle Sant' Antone de la Marine de Pietracorbara.
- 1954 - Le canton est formé avec les communes de Brando, Pietracorbara et Sisco.
- 1973 - Le canton devient le canton de Sagro-di-Santa-Giulia, Brando restant le chef-lieu[15].

La guerre de 1914-1918 et l’émigration aux Amériques vont casser cette progression.
En 1936, la commune ne compte plus que 418 habitants. En 1960 ils sont à peine 210. En 1975, la courbe remonte : 248; en 1990 : 365 puis 437 habitants en 1999.
En 2010, pour la première fois de son histoire, Pietracorbara a autant d'habitants en plaine que dans les hameaux traditionnels du haut de la vallée. L'habitat du bas s'est très largement développé (un lotissement de vingt-six villas a vu le jour en 2008 et le nombre de villas individuelles a été multiplié par dix en sept ans). Mais le mitage de l'espace en plaine n'a pas empêché de jeunes agriculteurs de remettre en exploitation (fourrage, oliviers) de vastes surfaces bien exposées.
Si la commune de Pietracorbara progresse démographiquement, c’est qu’elle remplit aussi la fonction de banlieue verte de Bastia distante par route de 22 km. Enfin, la commune profite d’un développement touristique soutenu, grâce à sa plage de sable fin mais aussi à l’authenticité de ses hameaux et la restauration de son petit patrimoine bâti (ponts, fontaines, moulins, fours à pain, etc.) L’ensemble est valorisé par des associations locales qui proposent des promenades thématiques (à pied et à cheval) ainsi que la découverte des chapelles baroques et romanes de la commune.

## Politique et administration

### Liste des maires
| Période                                  | Période  | Identité             | Étiquette | Qualité      |
| ---------------------------------------- | -------- | -------------------- | --------- | ------------ |
| mars 2001                                | 2020     | Jean-Claude Galletti | UMP-LR    | Commerçant   |
| 2020                                     | En cours | Alain Burroni        |           | Ancien cadre |
| Les données manquantes sont à compléter. |          |                      |           |              |

## Population et société

### Démographie
L'évolution du nombre d'habitants est connue à travers les recensements de la population effectués dans la commune depuis 1800. Pour les communes de moins de 10 000 habitants, une enquête de recensement portant sur toute la population est réalisée tous les cinq ans, les populations de référence des années intermédiaires étant quant à elles estimées par interpolation ou extrapolation. Pour la commune, le premier recensement exhaustif entrant dans le cadre du nouveau dispositif a été réalisé en 2004.

En 2022, la commune comptait 656 habitants, en évolution de +0,77 % par rapport à 2016 (Haute-Corse : +5,15 %, France hors Mayotte : +2,11 %).
| 1800 | 1806 | 1821 | 1831 | 1836 | 1841 | 1846 | 1851 | 1856 |
| ---- | ---- | ---- | ---- | ---- | ---- | ---- | ---- | ---- |
| 673  | 713  | 607  | 721  | 765  | 789  | 799  | 670  | 774  |

| 1861 | 1866 | 1872 | 1876 | 1881 | 1886 | 1891 | 1896 | 1901 |
| ---- | ---- | ---- | ---- | ---- | ---- | ---- | ---- | ---- |
| 751  | 813  | 845  | 897  | 919  | 941  | 946  | 885  | 973  |

| 1906 | 1911 | 1921 | 1926 | 1931 | 1936 | 1946 | 1954 | 1962 |
| ---- | ---- | ---- | ---- | ---- | ---- | ---- | ---- | ---- |
| 879  | 713  | 552  | 502  | 502  | 418  | 337  | 265  | 242  |

| 1968 | 1975 | 1982 | 1990 | 1999 | 2004 | 2006 | 2007 | 2008 |
| ---- | ---- | ---- | ---- | ---- | ---- | ---- | ---- | ---- |
| 270  | 234  | 229  | 363  | 433  | 500  | 526  | 541  | 557  |

| 2009 | 2010 | 2011 | 2012 | 2013 | 2014 | 2015 | 2016 | 2018 |
| ---- | ---- | ---- | ---- | ---- | ---- | ---- | ---- | ---- |
| 573  | 591  | 603  | 616  | 628  | 641  | 647  | 651  | 653  |

| 2019 | 2020 | 2021 | 2022 | - | - | - | - | - |
| ---- | ---- | ---- | ---- | - | - | - | - | - |
| 654  | 658  | 653  | 656  | - | - | - | - | - |

### Manifestations culturelles et festivités
- Le 23 novembre, Saint-Clément, fête patronale
- Le 27 août, Saint-Césaire
- Les traditionnelles cérémonies de la Semaine sainte ont cessé en 1982 avec la désertification des villages. Elles débutaient le Jeudi Saint dans l'ancienne confrérie Santa Croce voisine de l'église paroissiale San Clemente, avec le rituel lavement des pieds. Le Vendredi Saint avait lieu la procession dite de l'Arivvinte qui partait de la confrérie et faisait le tour des chapelles des environs. Les pénitents blancs de Santa Croce portaient cagoules, croix et lampions et, avec la population, chantaient le Perdono, mio Dio. Le cortège finissait devant l'église pour exécuter A Caragola, une procession « circulaire » du latin circulari qui signifie se mouvoir en cercle). Beaucoup rentraient dans l'église à genoux[14].

### Cultes
Il n'existe qu'un seul lieu de culte, catholique, à Pietracorbara. La paroisse (L'église paroissiale Saint-Clément) relève du diocèse d'Ajaccio.

### Sports

#### Randonnées
La vallée de Pietracorbara a conservé un caractère authentique. Elle possède encore de beaux hameaux traditionnels (Orneto, Selmacce, Pietronacce, Cortina et Lapedina suprana) avec des maisons aux toits de lauze, de grandes bâtisses construites par des Corses partis aux Amériques. Il existe aussi une tour génoise du XVe siècle, des chapelles de style baroque, des ponts génois, des moulins, des fontaines restaurées ainsi que des fours à pain (Orneto).
Des promenades thématiques sur le thème de l'eau sont organisées durant la belle saison par l'association Petra Viva.
L'association locale Le Chemin de Lumière organise la visite de cinq chapelles typiques. Long de douze kilomètres le sentier permet de rejoindre Barrettali, de l'autre côté du Cap Corse, en suivant la course du soleil qui, au Cap Corse, se lève sur la mer (à l'est) et se couche sur la mer (à l'ouest).

## Culture locale et patrimoine

### Lieux et monuments

#### Monument aux morts

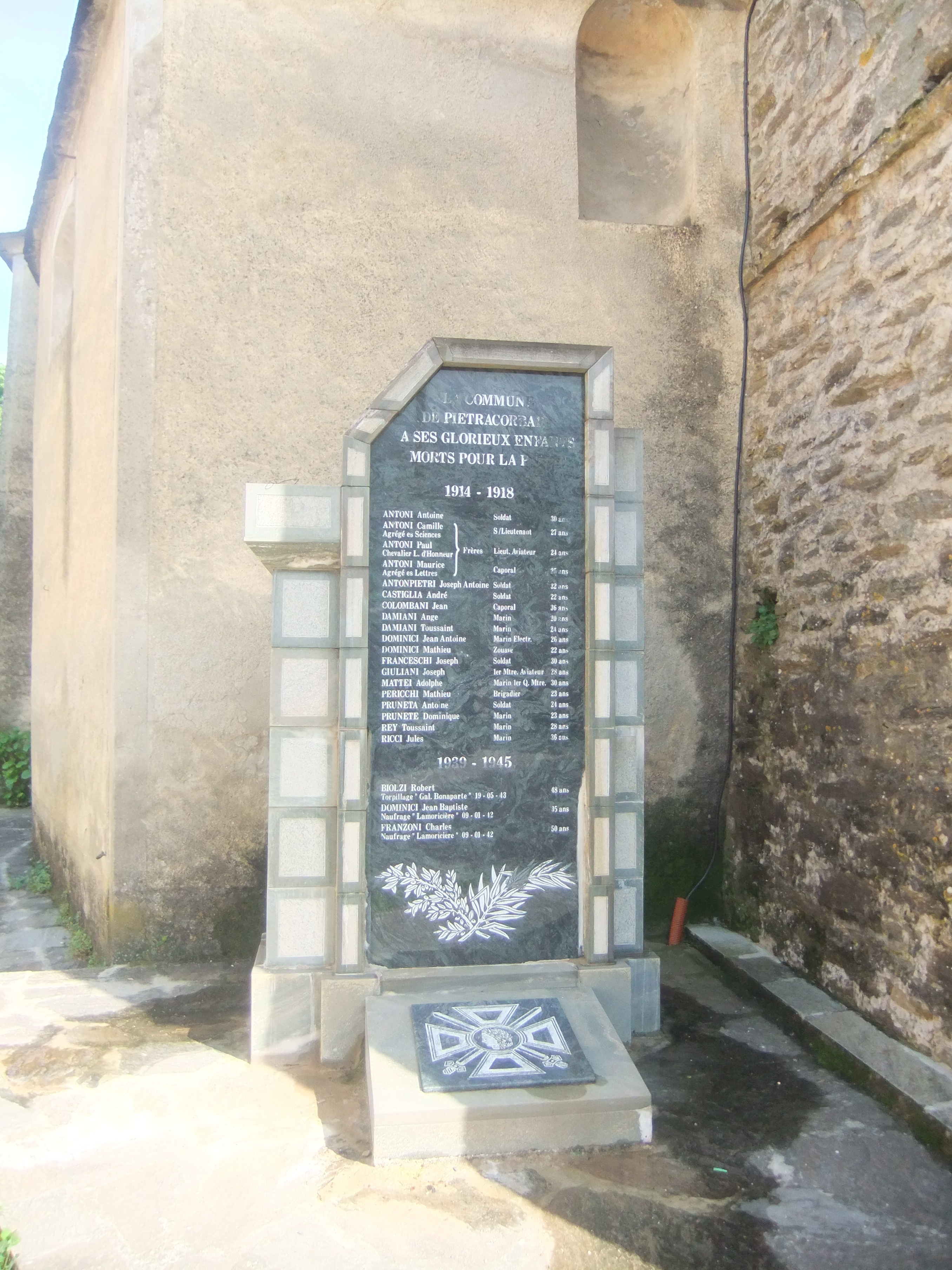
Le Monument aux morts.

Le monument aux morts de Pietracorbara est situé hameau d'Orneto, apposé sur la façade de l'église Saint-Clément.

#### Site archéologique
- Des vestiges archéozoologiques et archéobotaniques datés du Mésolithique à l'Âge de Bronze ont été mis au jour dans une grotte à la tour d'Ampuglia ou Torre d'Aquila (abri 2)[19].

#### Église San Clemente

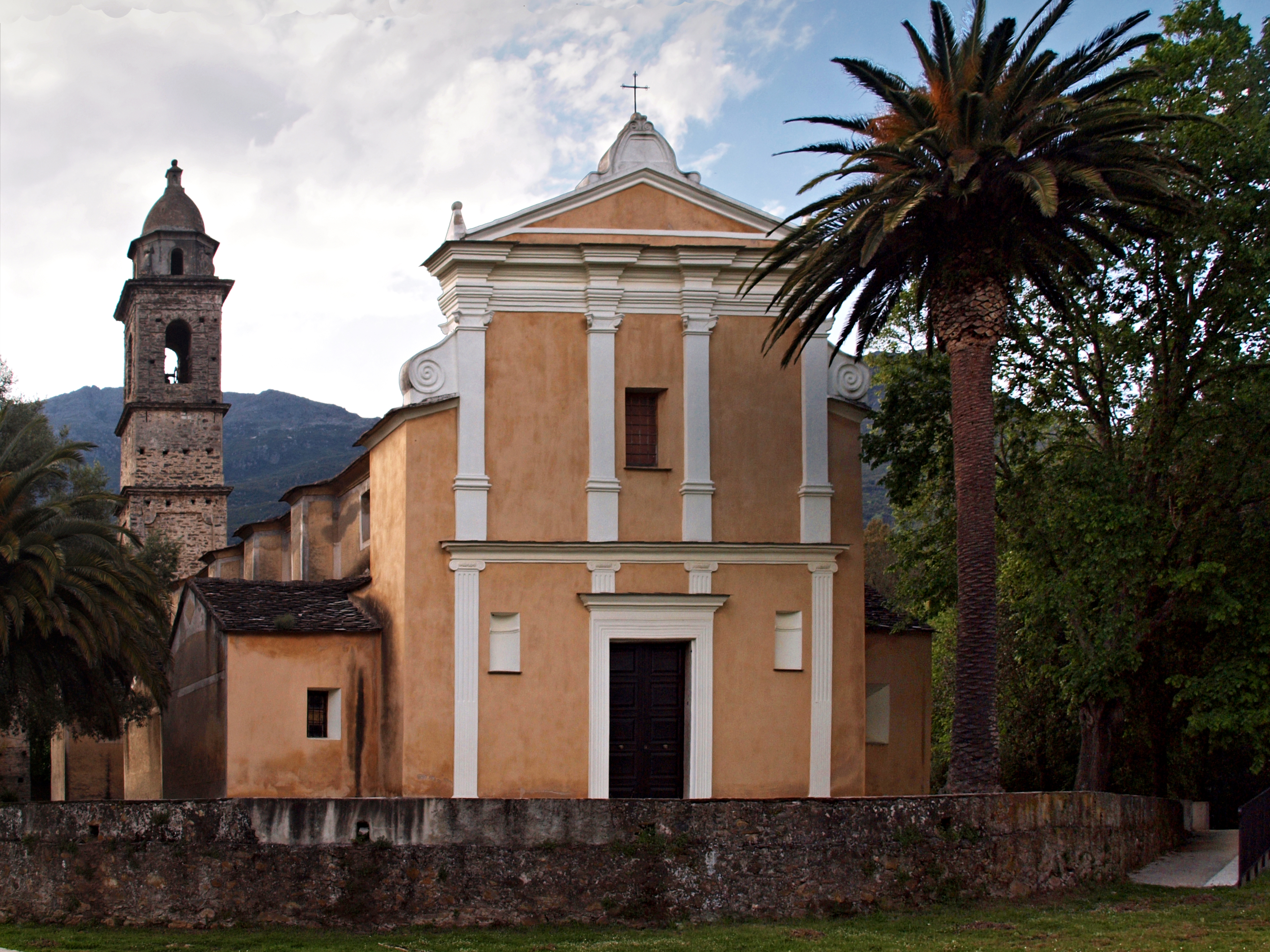
L'Église paroissiale San Clemente.

L'église paroissiale Saint-Clément (San Clemente) est datée du (XVe siècle), remaniée au XVIIIe siècle. San Clemente jouxte le cimetière communal, bordé de grandes sépultures familiales sur la route d'accès. Le presbytère est situé à proximité. L'édifice recèle un tableau d'autel Vierge à l'Enfant entre saint Joseph et sainte Anne, œuvre classée Monument historique.

#### Chapelle de confrérie Santa Croce
L’ancienne chapelle de la confrérie Sainte-Croix (Santa Croce) est située à côté de l'église San Clemente. Depuis 1978, elle est devenue la salle des fêtes communale. Elle renferme une œuvre remarquable, classée Monument historique : le tableau du maître-autel L'Adoration de la Croix, daté du début XVIIe siècle.

#### Église Saint-Roch
L'église Saint-Roch (San Roccu) se trouve à Pietronacce, en bordure de la route D 232. Elle est dite couramment chapelle malgré avoir été paroisse au XVIIIe siècle. Sa toiture affaissée et des entrées d'eau font l'objet d'un programme de restauration de la commune de Pietracorbara épaulée par la Fondation du Patrimoine.
San Roccu était la plus importante chapelle de Pietracorbara. Il semble qu'elle ait été édifiée dans la deuxième moitié du XVIIIe siècle. Elle a été agrandie en 1885 en raison d'une très forte augmentation de la population. L'intérieur de l'église est remarquable.

#### Église Saint-Césaire
L'église Saint-Césaire (San Cesareu) est située à Cortina. Elle a été édifiée au XIXe sur l'emplacement d'une église romane précédente dont les pierres ont été réemployées.
Elle recèle un tableau du XVIIIe siècle représentant la Nativité avec saint Césaire d'Arles qui fut protecteur et archevêque d'Arles au VIe siècle.

#### Autres édifices religieux
- Chapelle Saint-Antoine (Sant' Antone) située à l'ouest de la Marine de Pietracorbara. Elle remplace celle détruite par les Allemands en 1943 et qui se trouvait à la Marine.
- Chapelle Saint-Léonard (San Leonardo) à l'ouest de la Marine, en bordure de la route D232.
- Chapelle Sainte-Catherine (Santa Catarina) à Orneto. Elle est coiffée d'un petit clocheton. La chapelle Sainte-Catherine-d'Alexandrie est le premier des chantiers de sauvegarde du patrimoine cap-corsin récemment lancé par la Fondation du Patrimoine associée à d'autres associations locales et communes.
- Chapelle Saint-Antoine à Oreta.
- Chapelle San Guglielmo (Saint Guillaume) ruinée à Lapedina suttana
- Chapelle Saint-Pancrace à Lapedina suprana.

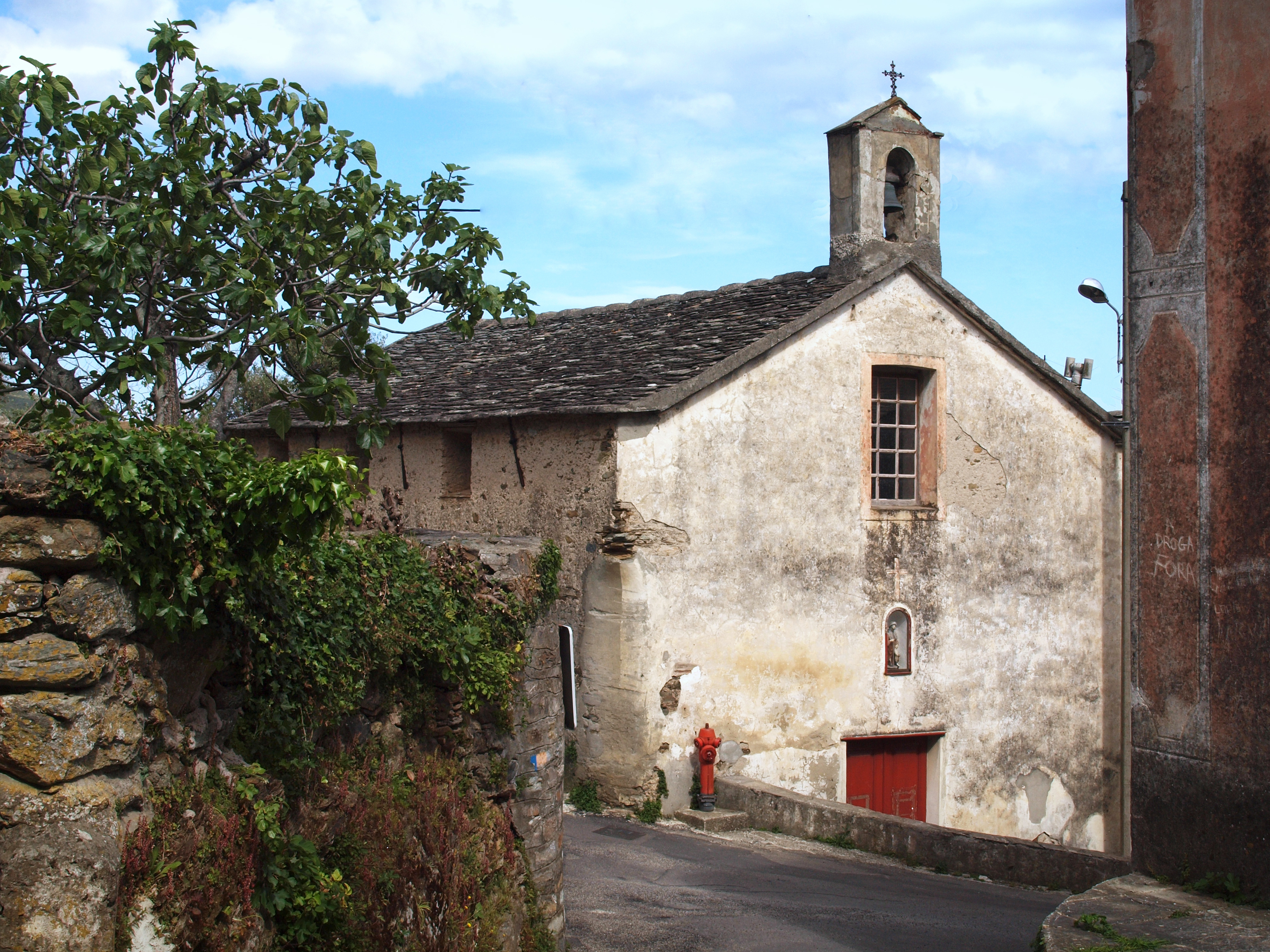
Église San Roccu.
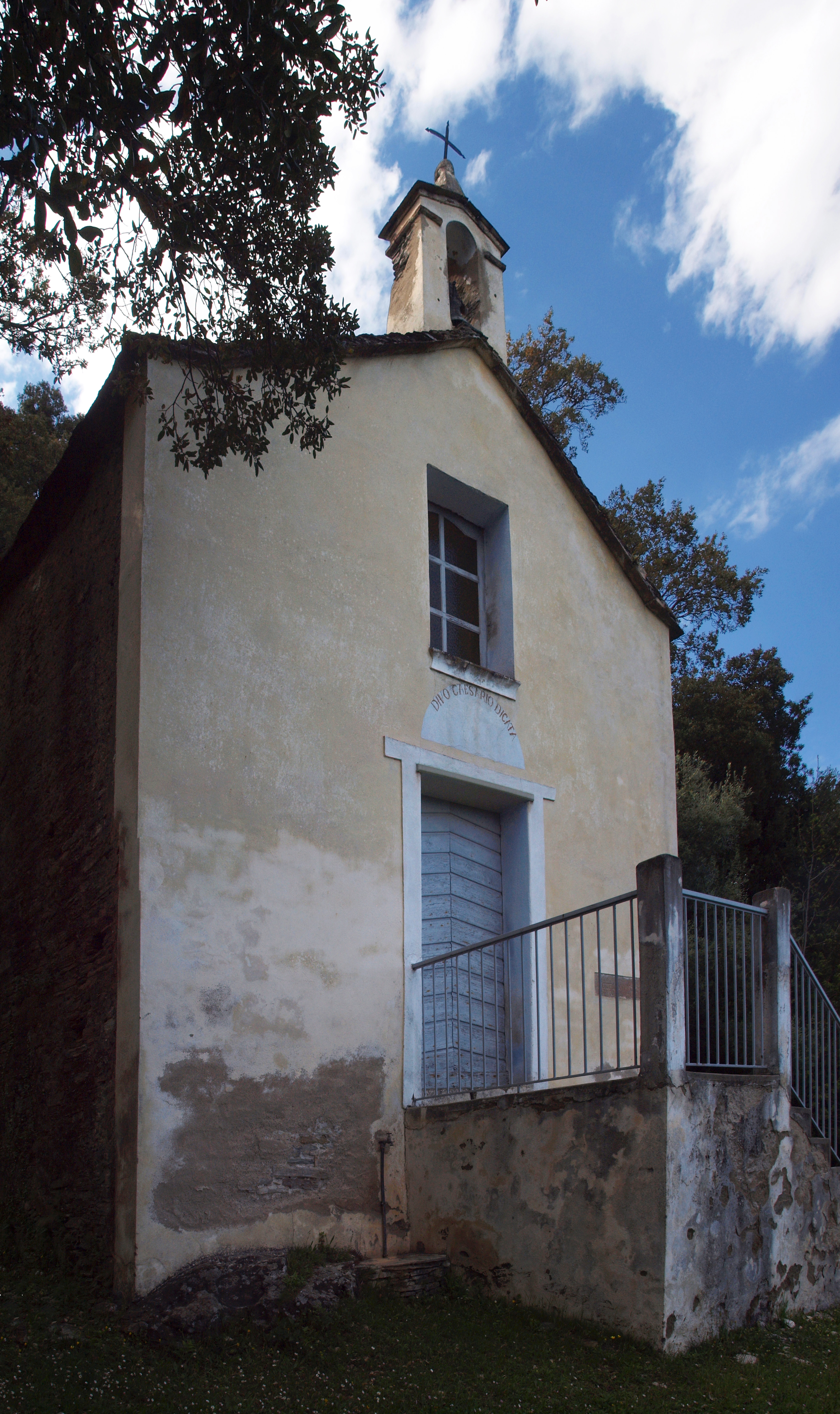
Église San Cesareu.
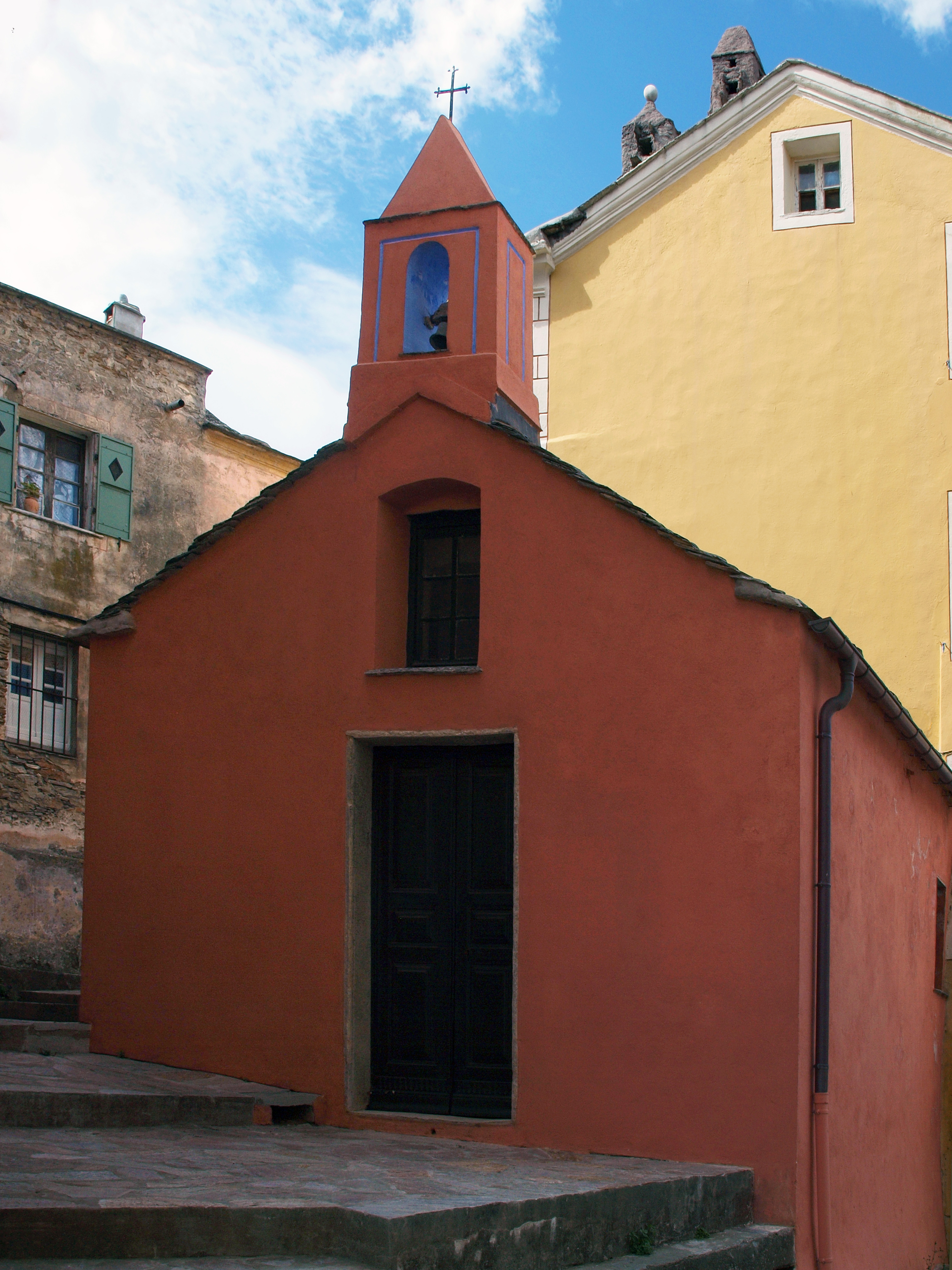
Chapelle Santa Catarina à Orneto.
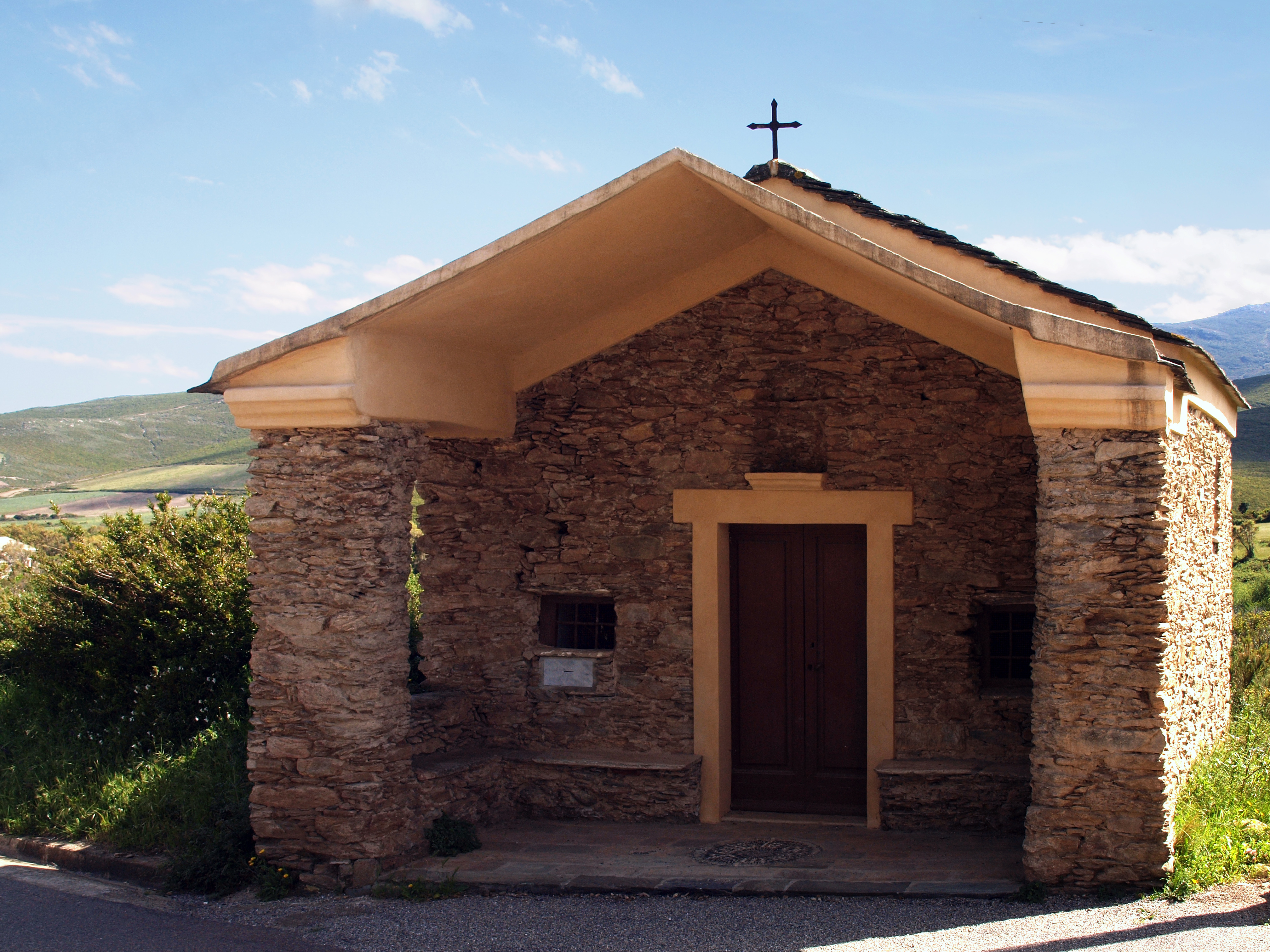
Chapelle San Leonardo.

#### Tour de Castellare

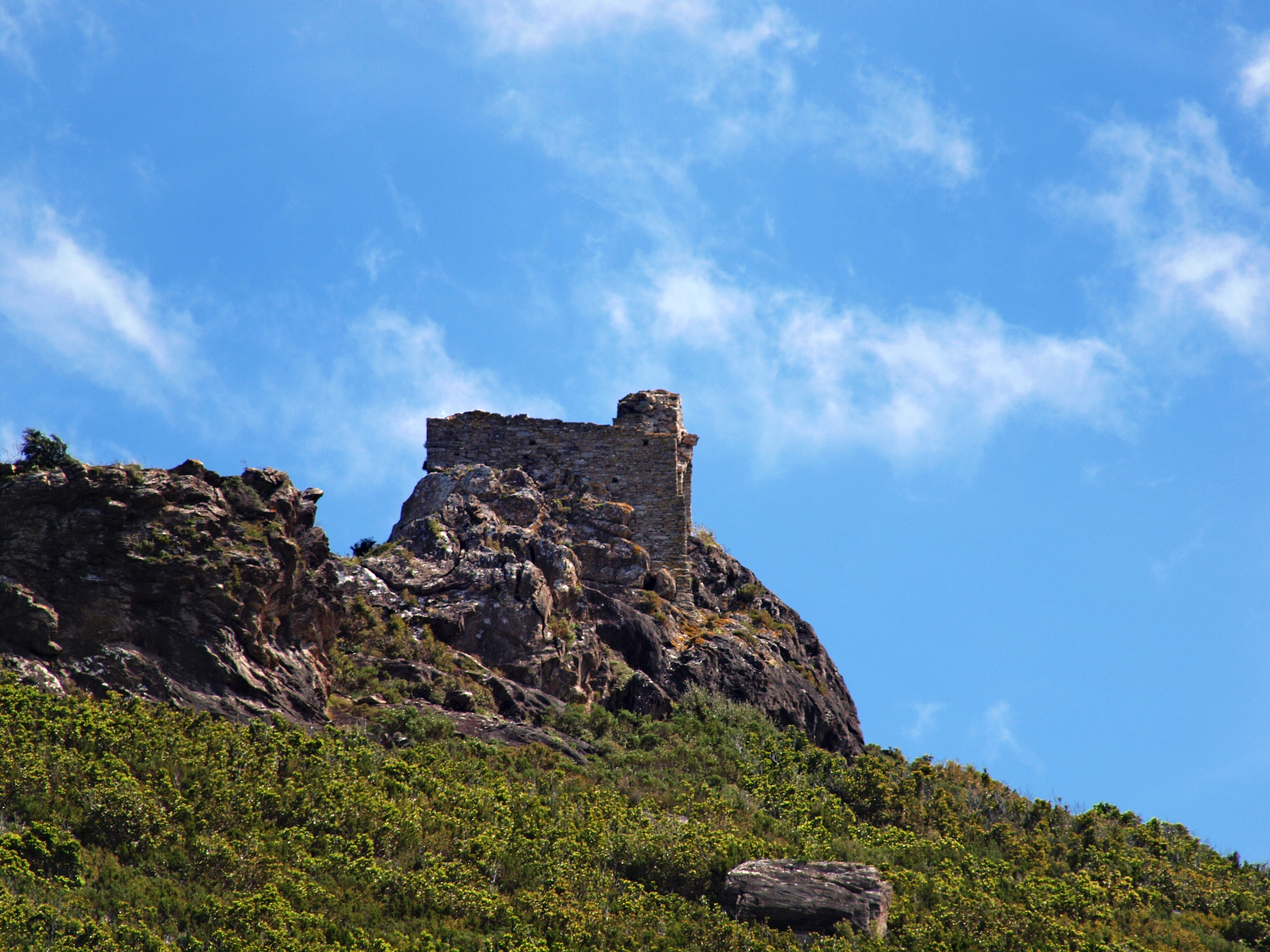
La Tour de Castellare.

La Tour de Castellare ou  tour d'Ampuglia génoise est le plus souvent appelée Torre di l'Aquila (tour de l'Aigle). Construite au début du XVIe siècle à 125 m d'altitude sur la pointe d'une colline dominant la Marine de Pietracorbara, elle était l'ancien fortin des seigneurs De Gentile. Elle était munie d'un magasin et entourée d'une enceinte basse. La tour remplaçait une antique construction.
Un rapport sur l'état de la tour signala la nécessité d'un plan de sauvetage urgent de la Torre d'Aquila

#### Tour d'Orneto

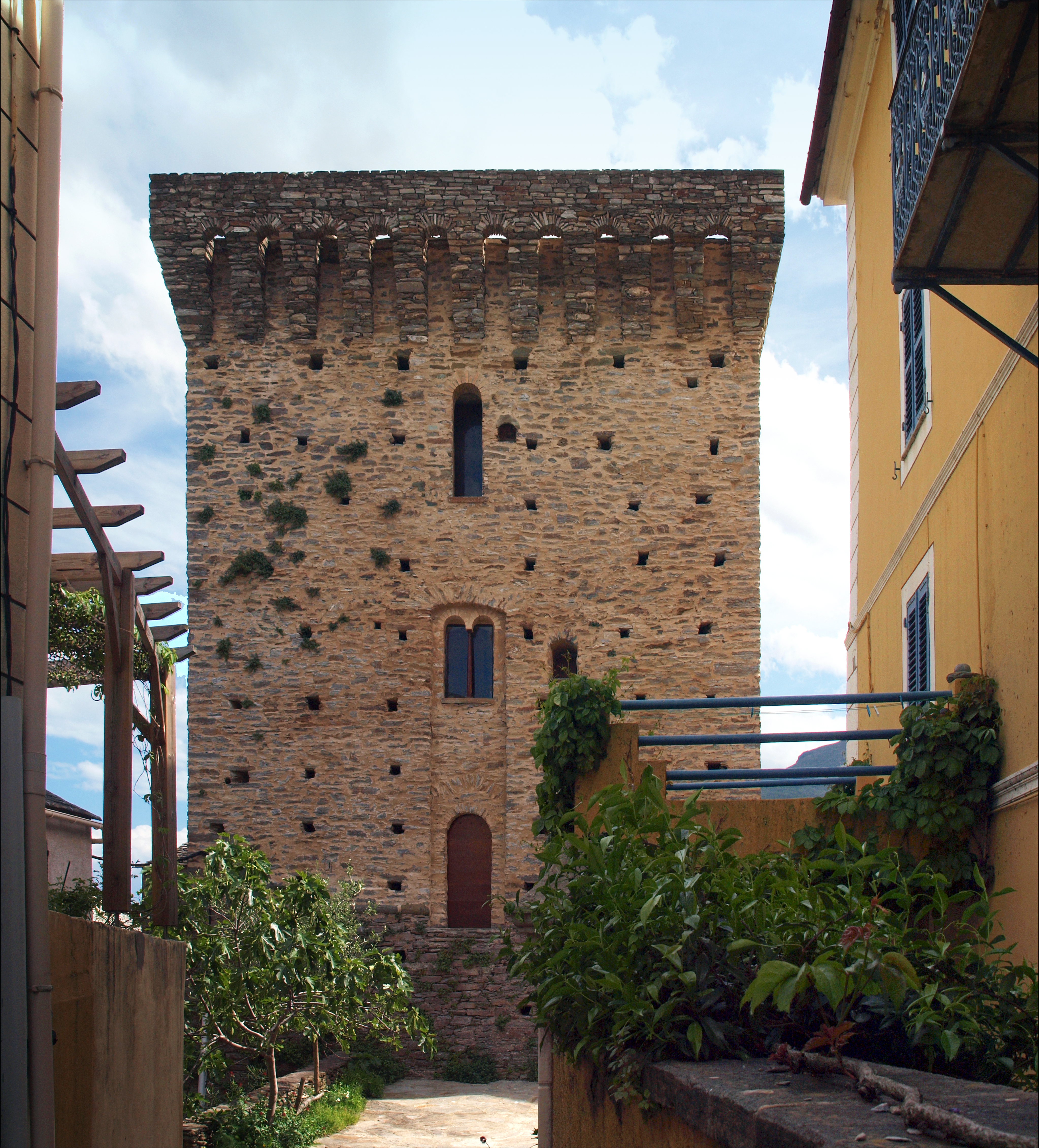
La Tour d'Orneto.

#### Ponts génois
Il existe trois ponts génois : 
- le pont du Quercetu en galets roulés, en plaine ;
- le pont du Ponticellu au hameau éponyme ;
- le pont du Guaddabughju (le pont du ruisseau sombre) au hameau de Selmacce.

### Patrimoine naturel
Pietracorbara est concernée par trois ZNIEFF :

#### ZNIEFF
La commune est concernée par trois zones naturelles d'intérêt écologique, faunistique et floristique de 2e génération :
Chênaies vertes du Cap Corse
La ZNIEFF 940004078 concerne les chênaies vertes s'étendant sur quinze communes du Cap Corse. Sur la commune de Sisco, la chênaie verte s'étend sur une faible superficie sur le versant nord, au milieu des hameaux. Localisée au fond d'un vallon de 50 à 550 mètres d'altitude, elle est accompagnée par une végétation ripisylve à aulnes glutineux, aulnes cordés, frênes-ornes avec quelques oliveraies et châtaigniers. D'un point de vue géologique, le socle de schistes lustrés est recouvert de pillow-lavas. Le paysage tout autour est composé d'un maquis bas à cistes, qui marque le passage régulier du feu.
Crêtes asylvatiques du Cap Corse
La ZNIEFF 940004076 concerne les Crêtes asylvatiques du Cap Corse. Elle englobe la quasi-totalité de la crête centrale du Cap Corse qui touche vingt communes du Cap Corse. La zone comporte de nombreuses espèces de la faune et de la flore classées comme déterminantes.
Marine et Marais de Pietracorbara
La ZNIEFF 940031076 couvre 27 ha de la commune. C'est un marais littoral localisé en arrière de la plage de Pietracorbara au lieu-dit Padula, développé sur une longueur de 550 m. Il est alimenté par les eaux du fiume di Cotone. La route départementale D80 le divise en deux zones. Côté plage la zone est en partie comblée, mais subsiste une roselière fragmentée. L’autre zone est constituée d’un bois marécageux, ainsi que de terrains agricoles. Le secteur est limité au sud par le ruisseau de Pietracorbara présentant une ripisylve à aulne glutineux.

### Personnalités liées à la commune
- Henri Graziani, scénariste et metteur en scène.
- Pierre Gilod, sculpteur.
- François de Casabianca, peintre.
- Damiani, amiral géographe (il réalisa les premières cartes des fonds marins du golfe du Tonkin).
- Paul Damiani, polytechnicien, spécialiste de la démographie française.
- Roch Multedo, essayiste, spécialiste des phénomènes surnaturels en Corse.
- Max Caisson, agrégé de philosophie, auteur de nombreux ouvrages d'anthropologie.
- Anne-Cécile Antoni, ancienne présidente de l'ACAT-France, l'Action des chrétiens pour l'abolition de la torture.
- Jean-Dominique Giuliani, chevalier de la Légion d'honneur, président de la Fondation Robert-Schuman.
- Danielle Risterucci-Roudnicky, maître de conférences en littérature comparée à l'université d'Orléans
- Philippe Vignolo, influenceur